# Mikuláš Magni z Jawora
Mikuláš Magni z Jawora (také latinsky Nicolaus Magni de Iawor nebo německy Nikolaus Groß von Jauer; asi 1355 Jawor – 22. března 1435 Heidelberg) byl slezský teolog doby pozdního středověku, kritik soudobé římskokatolické církve, profesor na univerzitách v Praze (1397), kde zastával také post rektora, stejně jako v Heidelbergu (1406).

## Život
Narodil se v dolnoslezském Jaworu. Studoval filozofii, teologii a svobodná umění na univerzitách ve Vídni (před 24. červnem 1377) a dále v Praze, kde byl zapsán jako příslušník polského univerzitního národa a studoval u profesora Matěje z Krakova. Roku 1378 získal titul bakaláře svobodných umění, současně studoval i na teologické fakultě, kde osobně poznal Jana Nepomuckého i Jana Husa. Rok jeho kněžského svěcení není doložen, došlo k němu jistě před rokem 1392, kdy nastoupil jako kazatel a správce oltáře v kostele sv. Havla na Starém Městě pražském. Byl také zpovědníkem staroměstských sester kláštera od sv. Ducha. Roku 1395 byl prohlášen magistrem teologie a začal s vlastními univerzitními přednáškami. Roku 1397 byl jmenován profesorem a zvolen rektorem pražské univerzity.
Roku 1402 odešel na pozvání učit na univerzitu do Heidelbergu, kde byl roku 1406 zvolen rektorem. Kromě toho byl rádcem falckých kurfiřtů Ruprechta III. (v letech 1400–1410 krále římskoněmeckého) a Ludvíka III. Heidelberskou univerzitu zastupoval v letech 1414–1418 také na Kostnickém koncilu, kde prosazoval reformu církve a kléru.
Vynikl především jako kritik církve (římskokatolické i husitů) a autor polemik.

## Dílo
- Sermo super quattuor passionibus Domini Nostri Iesu Christi (pražská kázání)
- Obsecro vos ego, reformační kázání z Kostnice, 3. října 1417
- Vom Gebet (O modlitbě)
- Von der Liebe Gottes (O lásce Boží), Basilej 1434
- Lectura super psalmis (Přednáška o žalmech)
- De tribus substancialibus votis religiosorum
- Quaestio de mendicantibus, (proti mendikantům a bekyním)
- Quaestio de usuris
- Tractatus de supersticionibus, 1405, traktát mnohokrát opsaný a citovaný, nikdy nevyšel tiskem, od r. 1487 byl v seznamu knih zakázaných římsko-katolickou církví
- Dialogus super sacra communione contra Hussitas (Dialog o svatém přijímání proti husitům)
- Quaestio de hereticis (Otázka heretiků)
- Contra epistolam perfidiae Hussitarum